# Juciszki (sielsowiet Mieżany)
Juciszki – dawna wieś. Tereny, na których była położona, leżą obecnie na Białorusi, w obwodzie witebskim, w rejonie brasławskim, w sielsowiecie Mieżany.

## Historia
W latach 1921–1939 wieś leżała w Polsce, w województwie nowogródzkim (od 1926 w województwie wileńskim), w powiecie brasławskim, w gminie Brasław.
Według Powszechnego Spisu Ludności z 1921 roku zamieszkiwały tu 32 osoby, 29 było wyznania rzymskokatolickiego a 3 prawosławnego. Jednocześnie wszyscy mieszkańcy zadeklarowali polską przynależność narodową. Było tu 8 budynków mieszkalnych. W 1931 we wsi w 8 budynkach zamieszkiwało 28 osób.
Zaścianek należał do parafii rzymskokatolickiej w Mieżanach. W 1933 podlegała pod Sąd Grodzki w Brasławiu i Okręgowy w Wilnie; właściwy urząd pocztowy mieścił się w Brasławiu.